# Liga de Malta de waterpolo masculino
La Liga de Malta de waterpolo masculino es la competición más importante de waterpolo masculino entre clubes de Malta.

## Historial
Estos son los ganadores de liga:
- 2010: Neptunes San Giljan
- 2009: Sliema ASC
- 2008: Sliema ASC
- 2007: Neptunes San Giljan
- 2006: Neptunes San Giljan
- 2005: Sirens St. Paul's Bay
- 2004: Sliema ASC
- 2003: Sliema ASC
- 2002: Sliema ASC
- 2001: Sliema ASC
- 2000: Sirens St. Paul's Bay
- 1999: Sliema ASC
- 1998: Sliema ASC
- 1997: Marsascala SC
- 1996: Sliema ASC
- 1995: San Giljan ASC
- 1994: San Giljan ASC
- 1993: Neptunes San Giljan
- 1992: San Giljan ASC
- 1991: Sliema ASC
- 1990: Valletta United
- 1989: Neptunes San Giljan
- 1988: Neptunes San Giljan
- 1987: Neptunes San Giljan
- 1986: Neptunes San Giljan
- 1985: Valletta United
- 1984: Neptunes San Giljan
- 1983: Sliema ASC
- 1982: Sliema ASC
- 1981: Sliema ASC
- 1980: Valletta United
- 1979: Sliema ASC
- 1978: Sliema ASC
- 1977: Neptunes San Giljan
- 1976: Sliema ASC
- 1975: Sliema ASC
- 1974: Sliema ASC
- 1973: Valletta United
- 1972: Neptunes San Giljan
- 1971: Valletta United
- 1970: Valletta United
- 1969: Neptunes San Giljan
- 1968: Sliema ASC
- 1967: Sirens St. Paul's Bay
- 1966: Balluta WPC
- 1965: Balluta WPC
- 1964: Neptunes San Giljan
- 1963: Balluta WPC
- 1962: Sliema ASC
- 1961: Sirens St. Paul's Bay
- 1960: Sirens St. Paul's Bay
- 1959: Sirens St. Paul's Bay
- 1958: Balluta WPC
- 1957: Sliema ASC
- 1956: Valletta United
- 1955: Valletta United
- 1954: Sliema ASC
- 1953: Sliema ASC
- 1952: Balluta WPC
- 1951: Valletta United
- 1950: Valletta United
- 1949: Neptunes San Giljan
- 1948: Sliema ASC
- 1947: Sliema ASC
- 1946: Sliema ASC
- 1945: Neptunes San Giljan
- 1939: Sliema ASC
- 1938: Neptunes San Giljan
- 1937: Neptunes San Giljan
- 1935: Sliema United
- 1934: Neptunes San Giljan
- 1933: Neptunes San Giljan
- 1932: Sliema United
- 1929: Sliema United
- 1926: Valletta United
- 1925: Sliema United